# Bernt Callenbo
Berndt Hugo Callenbo, känd som Bernt Callenbo, född 23 november 1932 i Helsingborg, död 15 april 2011 i Stockholm, var en svensk skådespelare, regissör och manusförfattare. Han var far till skådespelaren och manusförfattaren Eva Callenbo och skådespelaren Jens Callenbo.

## Biografi
Callenbo började som barnskådespelare och debuterade som 12-årig skådespelare i Ingmar Bergmans uppsättning av Reducera moralen på Helsingborgs stadsteater 1944, innan han gjorde den framträdande rollen som Sixten i Astrid Lindgren-filmatiseringen Mästerdetektiven Blomkvist 1947 i regi av Rolf Husberg, i flera av vars filmer han senare kom att medverka. 
Han gjorde huvudrollen i filmen Farlig kurva 1952 och har filmat med bland annat Vilgot Sjöman och Arne Mattsson. 1951 kom han in på Dramatens elevskola och verkade där som skådespelare, men också regissör, under 1950-talet, innan han engagerades vid Helsingborgs stadsteater ånyo 1957-1959 och sedan Uppsala stadsteater 1959-1961. 
1962 gick över till Sveriges Television, där han främst regisserade ett stort antal uppskattade produktioner. 1968 blev han produktionschef där och 1969-80 biträdande teaterchef vid TV-teatern på TV 2 vid sidan av Lars Löfgren. 1968 regisserade han också den första svenska TV-teaterproduktionen i färg, Grannarne. Även senare återvände han till Dramaten som regissör, med favoriten Hjalmar Bergmans Markurells i Wadköping 1986 och Den inbillade sjuke (1987). 
Det var ofta inom den mer lättsamma genren av komedier och folklustspel han kom att verka med bland annat folkkära tv-serier som Söderkåkar (1970), Ett resande teatersällskap (1972), Farmor och vår herre (1983), Nya Dagbladet (1985), Chefen fru Ingeborg (1993) och Skilda världar (1998). 
Callenbo avled 2011 i sviterna av en stroke. Han är begravd på Skogskyrkogården i Stockholm.

## Filmografi som skådespelare (urval)
- 1947 – Mästerdetektiven Blomkvist
- 1949 – Gatan
- 1949 – Hin och smålänningen
- 1951 – Bärande hav
- 1952 – Kalle Karlsson från Jularbo
- 1952 – Farlig kurva
- 1953 – En skärgårdsnatt
- 1958 – Laila
- 1958 – Kostervalsen
- 1963 – Hittebarnet
- 1964 – Henrik IV
- 1969 – Ni ljuger
- 1972–1974 – Bröderna Malm (TV-serie)
- 1975 – Mina drömmars stad

### Regi i urval
- 1962 – Spöket på Canterville (TV-teater)
- 1966 – Tragiker mot sin vilja (TV)
- 1966 – Om tobakens skadlighet (TV)
- 1968 – Grannarne (TV)
- 1970 – Söderkåkar (TV-serie)
- 1972 – Ett resande teatersällskap (TV-serie)
- 1974 – Den italienska halmhatten (TV-serie)
- 1977 – Friaren som inte ville gifta sig (TV)
- 1977 – Den beslöjade damen (TV)
- 1978 – Grabbarna i 57:an eller Musikaliska gänget (TV-serie)
- 1983 – Colombe (TV-teater)
- 1983 – En galnings dagbok (TV)
- 1983 – Farmor och vår herre (TV-serie)
- 1984 – Björnen (TV)
- 1985 – Nya Dagbladet (TV-serie)
- 1988 – Begriper du inte att jag älskar dig? (TV)
- 1989 – Den inbillade sjuke (TV)
- 1990 – Kära farmor (TV-serie)
- 1993 – Chefen fru Ingeborg (TV-serie)
- 1994 – Du bestämmer (TV-serie)
- 1995 – Jeppe på berget (TV)
- 1998 – Skilda världar (TV-serie)
- 1999 – Nya tider (TV-serie)

### TV-manus
- 1970 – Söderkåkar (TV-serie)
- 1995 – Jeppe på berget (TV)

## Teater

### Roller
| År   | Roll               | Produktion                                                            | Regi                        | Teater                      |
| ---- | ------------------ | --------------------------------------------------------------------- | --------------------------- | --------------------------- |
| 1945 | Olle, konsulns son | Reducera moralen Sune Bergström                                       | Ingmar Bergman              | Helsingborgs stadsteater    |
| 1947 | Peter              | Peppar och salt Siegfried Geyer och Paul Frank                        | Lars-Levi Læstadius         | Helsingborgs stadsteater    |
| 1947 | Tommy              | Ljuva ungdomstid Eugene O’Neill                                       | Sture Ericson               | Helsingborgs stadsteater    |
| 1955 | Noah Curry         | Regnmakaren (The Rainmaker) N. Richard Nash                           | Frank Sundström             | Nya Teaterns folkparksturné |
| 1957 | Johan Ulfstjerna   | Johan Ulfstjerna Tor Hedberg                                          | Sandro Malmquist            | Riksteatern                 |
| 1957 | Vakten             | Ut med narren! J.B. Priestley                                         | Johan Falck                 | Helsingborgs stadsteater    |
| 1957 | Dowd               | Sjuttonde dockans sommar Ray Lawler                                   | Johan Falck                 | Helsingborgs stadsteater    |
| 1957 | Erik Some          | Nationalmonumentet Tor Hedberg                                        | Rolf Carlsten               | Helsingborgs stadsteater    |
| 1957 | Felix              | Pariserliv Jacques Offenbach, Henri Meilhac och Ludovic Halévy        | Soini Wallenius             | Helsingborgs stadsteater    |
| 1958 | Dunois             | Sankta Johanna George Bernard Shaw                                    | Johan Falck                 | Helsingborgs stadsteater    |
| 1958 | Solvarg            | Figaros bröllop eller Den uppochnervända dagen Pierre de Beaumarchais | Johan Falck                 | Helsingborgs stadsteater    |
| 1958 | En gäst            | Farväl till kärleken: Frihet är det bästa ting Herbert Grevenius      | Johan Falck                 | Helsingborgs stadsteater    |
| 1958 |                    | Ägget Félicien Marceau                                                | Lennart Olsson              | Helsingborgs stadsteater    |
| 1958 | Albert Chevalier   | Auguste Raymond Castans                                               | Lennart Olsson              | Helsingborgs stadsteater    |
| 1959 | Hortensio          | Så tuktas en argbigga William Shakespeare                             | Johan Falck Edvin Adolphson | Helsingborgs stadsteater    |
| 1959 | Spionen            | Romanoff och Julia Peter Ustinov                                      | Lennart Olsson              | Helsingborgs stadsteater    |
| 1962 | Wolfgang           | Iguanans natt Tennessee Williams                                      | Per Gerhard                 | Vasateatern                 |

### Regi (ej komplett)
| År   | Produktion             | Upphovsmän                               | Teater                   |
| ---- | ---------------------- | ---------------------------------------- | ------------------------ |
| 1957 | Per Svinaherde         | Ivar Hallström och Henrik Christiernsson | Helsingborgs stadsteater |
| 1986 | Markurells i Wadköping | Hjalmar Bergman                          | Dramaten                 |

## Radioteater

### Roller
| År   | Roll                           | Produktion                     | Regi          |
| ---- | ------------------------------ | ------------------------------ | ------------- |
| 1953 | En sotargosse                  | Midsommar August Strindberg    | Palle Brunius |
| 1961 | Bilmekaniker Lennart Lindkvist | Ur askan i elden Folke Mellvig | Börje Mellvig |

## Datorspelsmanus
- 1997 – Lilla TV-huset